# Equipe mexicana na Copa Billie Jean King
A equipe mexicana na Copa Billie Jean King representa o México na Copa Billie Jean King, principal competição de tênis feminina por equipes do mundo. É administrada pela Federación Mexicana de Tenis.

## História
O México competiu pela primeira vez em 1964. Seus melhores resultados foram as segundas fases da antiga Federation Cup, em 1969, 1973, 1982, 1983 e 1985.

## Última escalação
Para o qualificatório de 2023, em abril:
- Fernanda Contreras Gómez
- Marcela Zacarias
- Renata Zarazúa
- Giuliana Olmos